# Faris al-Khoury

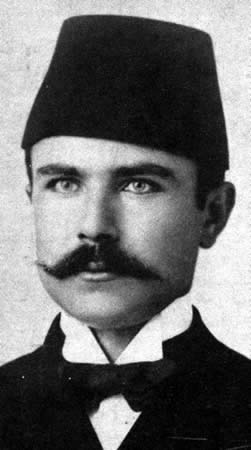

Faris al-Khoury (1877–1962) foi um estadista cristão sírio, ministro, primeiro-ministro, presidente do Parlamento, e padrinho político da Síria moderna.
Faris Khoury acabou se tornando primeiro-ministro da Síria, de 14 de outubro de 1944 a 1 de outubro de 1945 e de outubro de 1954 a 13 de fevereiro de 1955. A ascensão de Khoury aos escalões superiores da política síria é notável, tendo em conta o fato de que ele era cristão. A posição de Faris Koury como primeiro-ministro é, até hoje, o mais alto cargo político que um cristão sírio jamais alcançou. A popularidade eleitoral de Khoury se deveu em parte às suas políticas seculares e nacionalistas firmes. Como um nacionalista sírio obstinado, Khoury jamais comprometeu os seus princípios e foi resolutamente contra o pan-arabismo e a união malfadada entre a Síria e Egito, a República Árabe Unida.